# Gynoplistia viridis
Gynoplistia viridis là một loài ruồi trong họ Limoniidae. Chúng phân bố ở miền Australasia.